# 실베스터 방정식
제어이론에서 실베스터 방정식(Sylvester方程式, 영어:Sylvester Equation)은 다음과 같은 형태의 행렬 방정식을 말한다.
{\displaystyle AX+XB=C.}
A,B, 그리고 C는 주어진 행렬이고, 문제는 이 방정식을 따르는 행렬 X를 구하는 것이다. 모든 행렬은 복소수에서 계수를 가질 수 있다고 한다. 방정식이 성립하기 위하여, 행렬은 반드시 적절한 사이즈를 가져야 한다. 예를 들면 모든 행렬이 같은 크기의 정사각행렬이 되도록 하거나 말이다. 하지만 좀 더 일반적으로, 우리는 A와 B를 각각 n과 m 사이즈의 정사각행렬을 취하며, X와 C는 둘 다 n행 m열의 행렬을 취한다.
실베스터 방정식은 A와 -B가 공통된 고유값을 갖지 않을 때 X는 정확히 하나의 해를 가진다. 더 일반적으로는, AX+XB=C (아마도 무한한 차원의)바나흐 공간에서의 유계 작용소의 방정식으로 간주된다. 이 경우에는, X가 유일하게 존재하기 위한 조건은 ‘A와 -B의 스펙트럼이 서로소 집합일 때’로 거의 같다.

## 같이 보기
- 랴푸노프 방정식
- 대수적 리카티 방정식

## 참고 문헌
- Sylvester, J. (1884). “Sur l’equations en matrices {\displaystyle px=xq}”. 《C. R. Acad. Sc. Paris》 99 (2): 67–71, 115–116.
- Bartels, R. H.; Stewart, G. W. (1972). “Solution of the matrix equation {\displaystyle AX+XB=C}”. 《Comm. ACM》 15 (9): 820–826. doi:10.1145/361573.361582.
- Bhatia, R.; Rosenthal, P. (1997). “How and why to solve the operator equation  {\displaystyle AX-XB=Y} ?”. 《Bull. London Math. Soc.》 29 (1): 1–21. doi:10.1112/S0024609396001828.
- Lee, S.-G.; Vu, Q.-P. (2011). “Simultaneous solutions of Sylvester equations and idempotent matrices separating the joint spectrum”. 《Linear Algebra Appl.》 435 (9): 2097–2109. doi:10.1016/j.laa.2010.09.034.
- Birkhoff and MacLane (1965년 1월 1일). 《A survey of Modern Algebra》. Macmillan. 213, 299쪽.